# Al-Muqtádir (califa)
Al-Muqtádir (árabe: المقتدر), Abū al-Faḍl al-Muqtadir bi-Llah Ŷa‘far ibn Aḥmad al-Mu‘tamid (895-932) fue califa abasí de Bagdad desde el año 908 hasta su muerte. Con él tiene lugar el inicio de la decadencia del califato abasí que se produjo en la primera mitad del siglo X.
Califa de escasas dotes para el gobierno, accedió al poder gracias a las maquinaciones de una parte de la burocracia del estado islámico y con él comenzó la decadencia del califato abasí. Fue acosado por expediciones militares por tierra y mar de los cármatas de Baréin, que dificultaban el comercio con la capital y las comunicaciones entre abasíes y fatimíes. Se valió de gobernadores o visires que alcanzaron gran poder y relegaron a un segundo plano al califa. A esto se sumó que estos visires se enfrentaron por el acceso a los impuestos que eran recaudados por el visir, lo que, unido a defectuosos pagos de las soldadas a los ejércitos, provocó graves rebeliones y turbulencias, que desembocaron en el asesinato de Abû al-Faḍl al-Muqtádir, que fue sucedido por su hermano Al-Qáhir, derrocado a su vez en 934 tras dos años de mandato aún más ineficaz.
| Predecesor: Al-Muktafi | Califa Abasí 908–932 | Sucesor: Al-Qáhir |